# آمستردام (شهر)، نیویورک
امستردام (شهر)، نیو یورک (به انگلیسی: Amsterdam (town), New York) یک منطقهٔ مسکونی در ایالات متحده آمریکا است که در ایالت نیویورک واقع شده‌است.

## خصوصیات
امستردام ۷۸٫۶ کیلومترمربع مساحت و ۵٬۵۶۶ نفر جمعیت دارد و ۲۰۳ متر بالاتر از سطح دریا واقع شده‌است.